# إيثيلبيرت
إيثيلبيرت (بالإنجليزية القديمة: Æthelberht of Kent) هو ملك لمملكة كينت في بريطانيا حكم بين القرنين السادس والسابع وهو من أوائل الحكام الأنجلوسكسونيين الذي حكموا في بريطانيا، تكلم عنه المؤرخ بيدا في كتابه الذي حمل عنوان التاريخ الكنسي للشعب الإنجليزي، تزوج هذا الملك من بيرثا الفرنسية التي كانت مسيحية وابنة تشاريبيرت الأول، ليعتنق المسيحية بعدها، وقد تم الزواج بمباركة أسقف روما غريغوري الأول في روما، ليخلق تحالف قوي بين مملكته وبين مملكة الفرنكيين، وبدخوله للمسيحية بدأ تاريخ المسيحية في إنجلترا، وقد تم بناء أول كنيسة هناك في كانتربيري، يعتبر إيثيلبيرت قديس في إنجلترا ويتم الاحتفال بذكراه في يوم 25 فبراير في كل سنة.